# Alexander Patch
Alexander McCarrell „Sandy” Patch (ur. 23 listopada 1889 w Fort Huachuca w Arizonie, zm. 21 listopada 1945 w Fort Sam Houston w Teksasie) – generał, dowódca jednostek United States Army oraz United States Marine Corps podczas walk o Guadalcanal oraz operacji Dragoon (lądowanie w południowej Francji) podczas II wojny światowej.

## Młodość
Patch urodził się w Fort Huachuca w Arizonie, gdzie jego ojciec dowodził oddziałem kawalerii. Od najwcześniejszych lat marzył o karierze wojskowej i w 1909 wstąpił do West Point. Chciał zostać – jak jego ojciec – kawalerzystą, ale zrozumiawszy, że konnica staje się przestarzałym rodzajem wojsk, zmienił kierunek studiów i ukończył akademię w 1913 jako podporucznik piechoty.
W czasie I wojny światowej służył jako instruktor w armijnej szkole karabinów maszynowych. Posłany na front wykazał się zdolnościami przywódczymi, na co zwrócił uwagę generał George Marshall, który spowodował, że gen. John Pershing przyjął go do swego sztabu.
Gdy Stany Zjednoczone przygotowywały się do ewentualnego udziału w II wojnie światowej, Marshall został mianowany szefem sztabu armii lądowej. Marshall awansował Patcha na stopień generała brygady i skierował go do Fort Bragg dla nadzorowania szkolenia rekrutów.

## II wojna światowa
W 1942 Patch został skierowany w rejon Pacyfiku celem przygotowania i zorganizowania obrony wyspy Nowa Kaledonia. Objąwszy dowodzenie nad różnorakimi oddziałami sformował z nich dywizję o nazwie „Americal” (taką nazwę podsunęli sami żołnierze; była to jedna z dwóch dywizji amerykańskich posiadająca nazwę w miejsce numeracji). Oddział ten po raz pierwszy wszedł do akcji podczas walk o Guadalcanal. W październiku 1942 jego żołnierze zluzowali zdziesiątkowaną przez malarię 1 Dywizję Marines. W grudniu Patch objął dowodzenie nad XIV Korpusem Armijnym (dywizje Americal, 25 DP i 2 DMar), który poprowadził do ostatecznej ofensywy na Guadalcanalu. Patch osobiście prowadził swe wojsko podczas ciężkich walk o silne ufortyfikowane przez Japończyków wzgórza i pasma górskie. Ostatecznie w lutym 1943 resztki oddziałów japońskich zmuszone zostały do opuszczenia wyspy.
Będąc pod wrażeniem dokonań Patcha na Guadalcanalu, gen. Marshall skierował go do Europy, gdzie przejął – z rąk krytykowanego za nieudolność gen. Marka Clarka – dowództwo amerykańskiej 7 Armii. Siódma Armia dokonała 15 sierpnia 1944 lądowania w południowej Francji. Patch poprowadził swe wojska do szybkiej ofensywy w górę doliny Rodanu. 9 września, w pobliżu Dijon, napotkały one czołowe elementy 3 Armii gen. Pattona posuwające się na południowy wschód z plaż w Normandii. Patch przeżył osobistą tragedię, gdy 22 października poległ jego syn, kpt. Alexander M. Patch III, dowódca kompanii w 79 Dywizji Piechoty.
Patch dowodził 7 Armią do końca wojny forsując Ren i przełamując obronę niemiecką na Linii Zygfryda, a na koniec zajmując południowe Niemcy.

## Niespodziewana śmierć
W sierpniu 1945 Patch wrócił do Stanów Zjednoczonych, gdzie miał objąć dowództwo 4 Armii, ale nigdy do tego nie doszło: krótko po wylądowaniu trafił do szpitala w Fort Sam Houston w Teksasie, gdzie zmarł w dniu 21 listopada na zapalenie płuc. Został pochowany na Cmentarzu Wojskowym w West Point.
Koszary Kurmärker Kaserne pod Stuttgartem w Niemczech zostały w lipcu 1952 na jego cześć przemianowane na „Patch Barracks”. Patch Barracks są siedzibą United States European Command (HQ USEUCOM), naczelnego dowództwa wojsk amerykańskich w Europie. Na terenie Patch Barracks znajduje się również szkoła podstawowa i średnia jego imienia. Statek transportowy USNS General Alexander M. Patch (T-AP-122) także nosi jego imię.
Patch został pośmiertnie awansowany na stopień czterogwiazdkowego generała 19 lipca 1954.

## Odznaczenia
- Krzyż Wojenny (Francja)[1]